# Борисенко, Павел Витальевич
Павел Витальевич Борисенко (укр. Павло Віталійович Борисенко; 4 июня 1987, Чернигов, СССР) — украинский и румынский хоккеист, защитник.

## Карьера
В большом хоккее дебютировал уже в 14 лет. После нескольких лет, проведенных в системах США и Канады, Борисенко вернулся в Восточную Европу. Он выступал за сильнейшие клубы страны, а также за коллективы Белоруссии, Латвии и Казахстана. В 2005 году защитник некоторое время играл за российский клуб "Кристалл" (Саратов). В 2014 году Борисенко переехал в Румынию.

## Сборная
Павел Борисенко является самым юных хоккеистом, участвовавшим на Чемпионате мира среди юниоров. Позднее неоднократно вызывался в расположение молодежной сборной страны. За главную национальную команду Украины Борисенко играл в товарищеских турнирах.
Со временем защитник вместе с другими украинцами Евгением Емельяненко и Антоном Буточновым получил румынский паспорт. Тем самым, хоккеист получил возможность выступать на соревнованиях под ее флагом. За Румынию он дебютировал в 2019 году на Чемпионате мира в Первом дивизионе группы "Б" в Эстонии.

## Достижения
- Чемпион Украины (2): 2010/2011, 2013/2014.
- Чемпион Латвии (1): 2007/2008.
- Чемпион Румынии (1): 2018/19.
- Вице-чемпион Казахстана (1): 2009/2010.